# 墨爾本盃

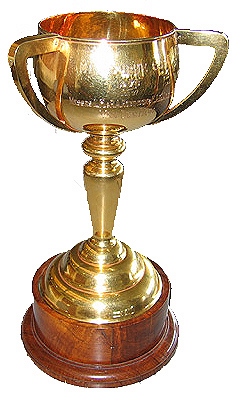
1976年墨尔本杯得主是Van Der Hum

墨尔本杯（英語：Melbourne Cup）是澳大利亚最主要的年度純种马赛事。标榜为『让舉国停頓的賽事』，这项运动可接受三岁或以上純種馬參與，距离为3200米。普遍认为是全世界“两英里”赛事中最重要的。这项运动由维多利亚赛马會于每年11月的第一个星期二举行，賽事地点在墨尔本的费明顿马场。这一天也是墨尔本的公共假日。
这项赛事开始有两英里（3218米），但后来因为1970年的澳大利亚度量衡公制化，这项运动遂于1972年改为3200米。这样就把距离减少了61英尺6英寸，因此“雨日爱好者”的1968年比赛成绩3分19.1秒就相应调整为3分17.9秒。当前的纪录保持者是1990年得主“京士頓令”（Kingston Rule），紀录为3分16.3秒。
当前的墨尔本杯嘉年華包括四天的賽馬日，分别是每年11月第一个星期六的维多利亚州大赛马会日（Derby Day）、第一个星期二的墨尔本盃日（Cup Day）、第一个星期四的橡树日（Oaks Day）和第二个星期六的大奖赛日（Stakes Day）。

## 历史

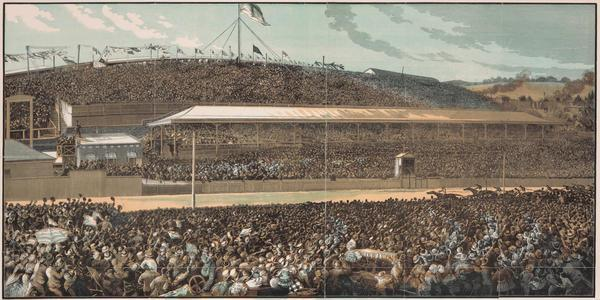
在1881年蚀刻的墨尔本杯终点线图

十七匹赛马于1861年竞逐第一届墨尔本杯，奖金是旧制170英镑和一块金表。据说冠军马“亚彻”从800公里外的新南威尔士的Nowra一路走来。但也有可能是坐船来的。大约4000名群众观看了这场赛事，但是比预期的要少，原因是探险家伯克和威尔斯之死的消息传到了墨尔本。
“亚彻”在第二年又赢了比赛，但因为马主的捐献第二年来的太晚，“亚彻”第三年没有参加。许多同情遭遇的人都抵制这场只有七匹马的、墨尔本杯历史上最少马的赛事。
余下的两届冠军有：“小飞侠彼得潘”（1932、1934）、“雨日爱好者”（1968、1969）、“想法很大（马）”（1974、1975），和“戴花”（2003、2004、2005，唯一的三届冠军）。
“法雅納”，墨尔本杯最著名的马，赢得了1930年墨尔本杯。它也参加了1929年和1931年的赛事，但只得了第三名和第八名。

## 近年

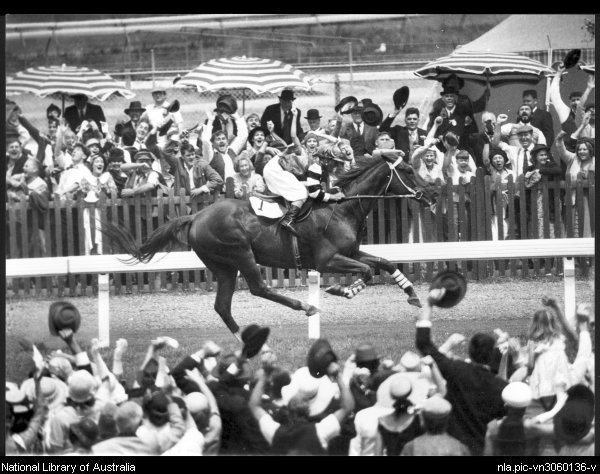
法雅納赢得1930年墨尔本杯

这项赛事在最近的一个世纪已经经历过几次变化。最主要的变化在于很多外籍赛马也进入到比赛中（尽管很多冠军是新西兰种马，比如著名的“法雅納’’（Phar Lap））。大部分不能适应比赛环境；最成功的三匹“外籍马”包括1993年和2002年爱尔兰練马师衛爾德（Dermot Weld）训练的两匹，以及2006年的一匹日本马。吸引外籍马参赛的最主要原因是新的讓磅機制的变化。
2001年墨尔本杯冠军得主是新西兰雌馬“靈氣逼人（马）”（Ethereal），練马师是黎雪娜（Sheila Laxon），首位正式训练出墨尔本杯冠军马的女性練马师。她也获得了考菲尔德杯——於墨尔本春季嘉年華举行的另一场2400米赛事——的冠军，也因此获得了“双料冠军”。
2004年，戴花成为首匹赢得兩次比赛的雌馬，也是首匹由不同練馬師训练获得冠军的种马：它的前練馬師賀賢移居到了香港，把它转给了菲特文。
2005年墨尔本杯观众达到了十万六千四百七十九人。戴花成为了首匹赢得三次冠军的赛马。練马师菲特文赛后说，“去赛场找个最小的小孩，因为他是唯一可能在未来见证这种三连冠产生的唯一一个人。”
2006年墨尔本杯得主是日本马“密州怨曲”。密州怨曲领先亚军日本马“搖滾樂”一个鼻位的距离。2006年墨尔本杯的主要赞助商是阿联航空。

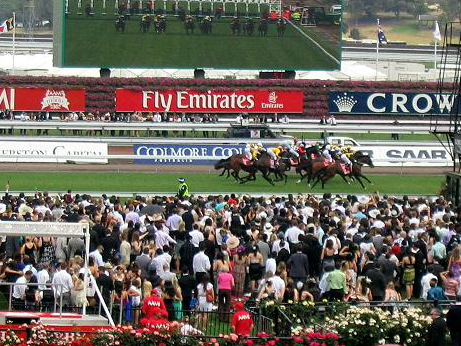
2007年墨尔本杯大赛马会日（Derby Day）

2007年墨尔本杯得奖马是“高效能”，骑師是羅達（Michael Rodd）。“高效能”领先亚军“紫月”一个马头的距离。2007年墨尔本杯的主要赞助商是AAMI保险和阿联航空。
2008年墨尔本杯冠軍马是“觀覽”，骑師是薛恩（Blake Shinn），練马师是甘明斯。“觀覽”领先亚军“寶威”一个馬鼻位的距离。
2010年及11年連續兩年由法國馬勝出，分別是美利堅，騎師為法國天王級騎師，有法國八大天王之稱的巫斯義策騎及多利得，策騎此駒的騎師為法國天王級騎師，有法國八大天王之稱的李慕華。
2015年首次由女騎師勝出，佩妮策騎的彭城貴冑爆冷奪得冠軍。

## 奖品
自从1919年以来当前的奖品是一座三耳金杯，2006年该金杯价值澳元8万。获奖的驯马师和骑手都将获得一个迷你版的金杯。马夫则奖励汤米·伍德科克奖（Tommy Woodcock Trophy）。
自从1861年以来奖杯变更再三。其中几次奖杯形状是冠军马的形状。第一座奖杯是一座金钟。从1865年开始奖杯是一个在英格兰定制的银碗，以及两个骏马形状的装饰品和骑手站在最上方。从1867年到1875年，奖杯上刻有“亚历山大驯服的骏马”(Alexander Taming the Horse)，以及一匹雌性带翼飞马。1876年澳洲第一次在本土制作金杯。它有两个耳环，以及在佛莱明顿赛马场比赛的蚀刻。
1888年奖杯底部又增加了三匹马的蚀刻。但在1891年改成了15英寸高、24英寸长，并有橄榄花环和骑手的胜利雕像。从1899年开始奖杯又变成了3英尺长长柄上银色飞驰的马儿。不过很多人戏称它很像灰狗。
在1914年此项比赛的奖杯最後一次在英格蘭製造。它是一个圣餐杯式样的奖杯，底部两边有骏马式样。1915年——1918年的式样是玫瑰花碗；1919年后到今天的式样是爱心杯。

## 奖金
2021年全部奖金加起来是澳币八百万。
墨尔本杯还有一个特殊奖，即澳币五十万，奖励给任何能够在一年内赢得愛爾蘭聖烈治錦標（G1）和墨尔本杯（G1）两场冠军的赛马主。
| 年份 | 奖金       |
| ---- | ---------- |
| 2021 | $8,000,000 |
| 2020 | $8,000,000 |
| 2019 | $8,000,000 |
| 2018 | $7,300,000 |
| 2017 | $6,200,000 |
| 2016 | $6,200,000 |
| 2015 | $6,200,000 |
| 2014 | $6,200,000 |
| 2013 | $6,200,000 |
| 2012 | $6,200,000 |
| 2011 | $6,175,000 |
| 2010 | $6,000,000 |
| 2009 | $5,500,000 |
| 2008 | $5,500,000 |
| 2007 | $5,000,000 |
| 2006 | $5,000,000 |
| 2005 | $5,000,000 |
| 2004 | $4,600,000 |

## 讓磅機制
墨尔本杯實行「讓磅機制」，包括騎師的重量，马具则相应调整到一定重量。年長的馬匹較年輕的馬匹讓磅較多，根據之前賽事的結果而決定。这样理论上可以给所有骑手一个公平的机会。但是最近这条规则被适当更改，一条所谓“质量不利”（quality handicap）的原则被加入，因此良种马即使有稍许体重违规也可以免予处罚而参加比赛。
一个例子便是2005年，戴花創造了墨爾本盃歷史，在9天前贏得覺士盾，之後再於墨爾本盃順利勝出，連續三年贏得墨爾本盃。

## 参加人数
这场赛事是全澳大利亚最著名的赛事之一，观看人数时超十一万人。一些人会身穿传统的正式赛马服，另一些人则穿异国情调的奇装异服参加赛事。观看人数的最高纪录是2003年的12万2736人。
- 2008 - 10万7280人
- 2007 - 10万2411人
- 2006 - 10万6691人
- 2005 - 10万6479人
- 2004 - 9万8181人
- 2003 - 12万2736人（纪录）。

## 赛场外
墨尔本杯除去赛马，最大的秀是“赛马场时装秀”。穿着最佳的男女都将获得丰厚的奖品。比赛包括优雅头饰大赛、以及近来的头巾赛，都让墨尔本的制帽业兴盛不衰。服装秀甚至跟比赛本身一样吸引人，比如在1965年模特儿珍·施芮顿（Jean Shrimpton）因穿着迷你裙获得大赛马会服装大奖就赢得了全世界的瞩目。
在墨爾本大都會地區，賽事日列為公眾假期，但是其他地区则不算做公众假日，因此大多数人选择通过电视来观看比赛和赌马。2000年統計，超過80%的澳洲成年人曾經在比賽中賭博。

## 冠军列表
歷屆墨爾本盃冠軍列表 （页面存档备份，存于）

## 香港賽駒成績
香港馬王翠河曾於1994年出戰墨爾本盃，於24匹馬中跑第20而回。
2010年11月，練馬師何良派出「好先生」角逐墨爾本盃，於23匹馬中跑第10，成功拿取獎金而回。

## 图库

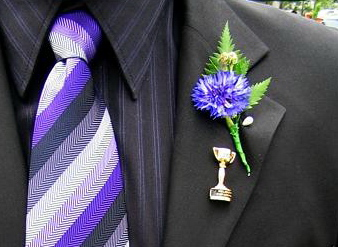
矢车菊，墨尔本杯大赛马会日（Derby Day）标志
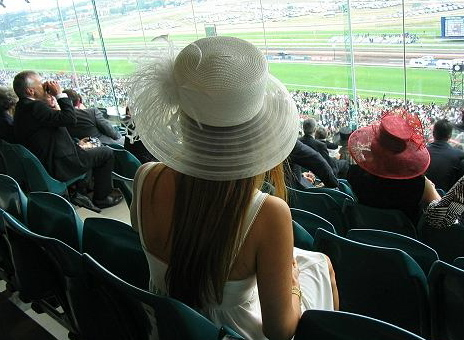
女士们都会戴上争奇斗艳的帽子
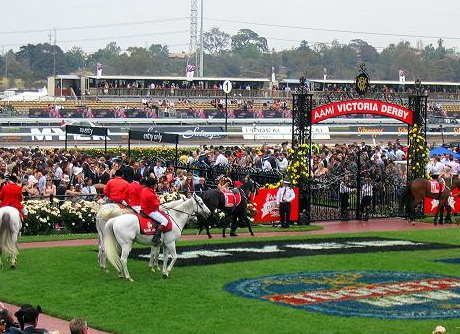
比赛前草坪上的骑手和赛马秀
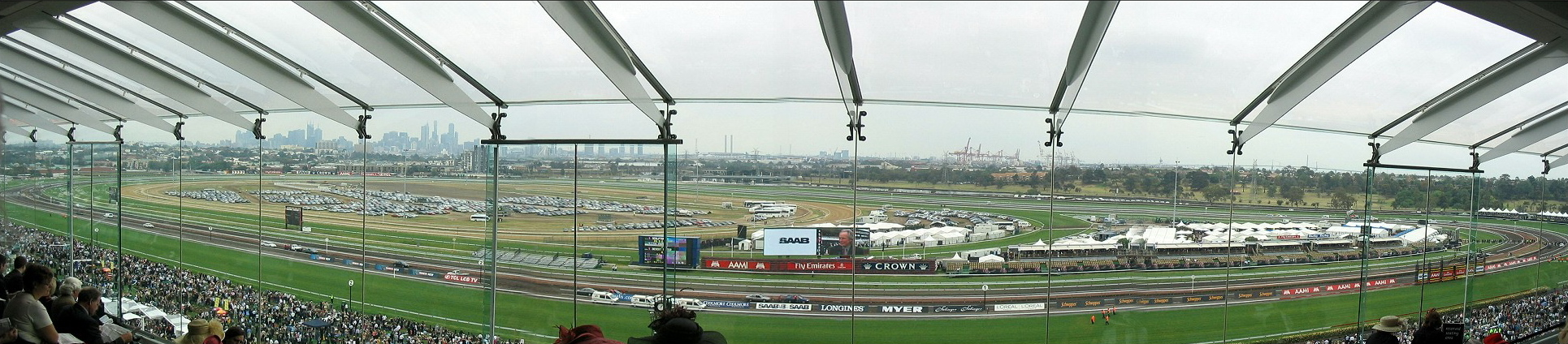
费莱明顿赛马场